# Маликов, Иван Фёдорович
Иван Фёдорович Маликов (1897—1964) — генерал-майор Советской Армии, участник Первой мировой, Гражданской и Великой Отечественной войн.

## Биография
Иван Фёдорович Маликов родился в селе Петрушино (ныне — Скопинский район Рязанской области). В 1915 году окончил мужскую гимназию в городе Минске. В декабре того года поступил на службу в Российскую императорскую армию. Участвовал в Первой мировой войне в составе 275-го Лебедянского пехотного полка, дослужился до чина прапорщика. В октябре 1918 года добровольцем поступил на службу в Рабоче-Крестьянскую Красную Армию. Участвовал в Гражданской войне, пройдя путь от инструктора Всевобуча до помощника командира 23-го Туркестанского стрелкового полка. Участвовал в боях за установление Советской власти в Средней Азии. За боевые отличия Приказом Революционного Военного Совета СССР в 1923 году Маликов был удостоен высшей в то время боевой награды — ордена Красного Знамени, а также ценного подарка от ВЦИК — золотых часов.
После окончания Гражданской войны Маликов продолжал службу в Советской Армии. Служил на командных и штабных должностях в различных стрелковых частях. С сентября 1931 года командовал 146-м стрелковым полком. В июле 1938 года направлен на преподавательскую работу на 2-й факультет Военной академии имени М. В. Фрунзе, готовивший специалистов в области разведки. Преподавал на кафедре общей тактики, затем возглавлял учебное отделение этого факультета. В феврале 1941 года назначен начальником учебного отделения (впоследствии — учебного отдела) Высшей разведывательной школы Красной Армии. В годы Великой Отечественной войны проводил большую работу по всемерному улучшению подготовки офицеров разведывательной службы, в трудных условиях, при постоянных передислокациях Школы продолжал обеспечивать высокое качество организации учебного процесса.
После окончания войны продолжал службу в Советской Армии. На протяжении ряда лет являлся заместителем по научной и учебной работе начальника Высших академических курсов офицеров разведки Генерального штаба Вооружённых Сил СССР. В ноябре 1958 года Маликов был уволен в запас. Проживал в Москве. Умер 16 ноября 1964 года, похоронен на Новодевичьем кладбище Москвы.

## Награды
- Орден Ленина (21 февраля 1945 года);
- 3 ордена Красного Знамени (1923, 3 ноября 1944 года, 20 июня 1949 года);
- Орден Отечественной войны 1-й степени (17 июня 1944 года);
- Медаль «За оборону Москвы» и другие медали.